# Lypha parva
Lypha parva är en tvåvingeart som beskrevs av Brooks 1945. Lypha parva ingår i släktet Lypha och familjen parasitflugor.
Artens utbredningsområde är Ontario. Inga underarter finns listade i Catalogue of Life.